# رودولف أوستن
رودولف وليام أوستن  (بالإنجليزية: Rodolph William Austin) هو لاعب كرة قدم جامايكي ، مواليد 1 يونيو 1985 م في جامايكا ، يلعب في نادي ليدز يونايتد الإنجليزي، وهو قائد منتخب جامايكا لكرة القدم في بطولة كوبا أمريكا 2015 التي إقيمت في تشيلي .

## روابط خارجية
- رودولف أوستن على موقع قاعدة بيانات كرة القدم.إي يو (الإنجليزية)
- رودولف أوستن على موقع ناشيونال فوتبول تيمز (الإنجليزية)
- رودولف أوستن على موقع Soccerway.com (الإنجليزية)
- رودولف أوستن على موقع AS.com (الإسبانية)